# Януш Олех
Януш Роман Олех (пол. Janusz Roman Olech, нар. 4 квітня 1964, Варшава, Польща) — польський фехтувальник на шаблях, срібний призер Олімпійських ігор 1988 року.

## Виступи на Олімпіадах
| Олімпіада      | Дисципліна          | Місце |
| -------------- | ------------------- | ----- |
| Сеул 1988      | індивідуальна шабля | 2     |
| Сеул 1988      | командна шабля      | 5     |
| Барселона 1992 | індивідуальна шабля | 12    |
| Барселона 1992 | командна шабля      | 6     |
| Атланта 1996   | індивідуальна шабля | 22    |
| Атланта 1996   | командна шабля      | 4     |